# Kantor-učitelj Ružič
Kantor-učitelj Ružič, neznan slovenski učitelj iz Slovenskega Porabja. Bil je cerkveni pevec (kantor) in pesnik na Gornjem Seniku v drugi polovici 18. stoletja.
Leta 1789 je napisal prekmursko kantorsko knjigo, ki sta jo kasneje širila dva slovenska učitelja, Mihael Bertalanitš in Franc Marič. Bertalanitš je bil učitelj v Pečarovcih, Marič je deloval v Števanovcih.